# Limbaj pseudocod
 Un limbaj pseudocod este o scriere intermediară, menită să simplifice scrierea unui algoritm într-un limbaj de programare și să ajute la realizarea clarității algoritmului, în timp scurt.

## Structură
În mare, un algoritm prezentat într-un limbaj pseudocod este alcătuit din 2 zone sau secțiuni:
1. Zona de declarații: Aceasta secvență este situată la începutul codului și servește la stabilirea variabilelor, tipurilor de date și a funcțiilor apelate.
2. Zona de calcul: Această secțiune este situată între begin (început de bloc de instrucțiuni) și end (final bloc instrucțiuni), servind citirii datelor de intrare, implementarării procedeelor de calcul, apelării funcțiilor declarate și afișării datelor de ieșire.

## Sintaxă
Sintaxa generală a unui limbaj pseudocod de inspirație Pascal. Textul situat înte acolade ("{", "}") este comentariu.
algorithm  <nume_algoritm>
<declarare_variabile>           {tipul variabilelor}
<declarare_proceduri>          {definirea de  proceduri/functii}
begin
<procesul_de_calcul_P>          {instructiunile algoritmului}
end

## Elementele lexicale ale limbajului
1. Cuvintele cheie (rezervate) - cuvinte care au un anumit înțeles și se folosesc numai într-un anumit context. Utilizate pentru a identifica o anumită instrucțiune, funcție etc.
2. Identificatorii - nume date variabilelor, constantelor sau funcțiilor și sunt folosiți pentru apelarea acestora, în timpul desfăsșrării procedeului de calcul.
3. Expresiile - forme lexicale, asemănătoare operațiilor matematice, alcătuite din operatori și operanzi.